# André Verrier (militaire)
Pour les articles homonymes, voir Verrier.
André Verrier, né le 16 février 1919 à Château-Renault (Indre-et-Loire) et mort le 28 décembre 2013 à Lesparre-Médoc (Gironde), est un militaire français, compagnon de la Libération.

## Biographie
André Verrier nait le 16 février 1919 à Château-Renault dans une famille ouvrière. En 1928, son père, ancien combattant du premier conflit mondial, meurt des suites de ses blessures. À l'âge de 14 ans, André Verrier est contraint de travailler et est employé comme aide chimiste dans une fabrique de colle,.
Mobilisé en 1939, il prend part à la Seconde Guerre mondiale dans un régiment d'artillerie. Fait prisonnier en 1940 durant la bataille de France, il est détenu dans une camp de prisonniers de la province de Prusse-Orientale. Il s'en échappe en 1941 et rejoint l'URSS. Le pays étant signataire du pacte germano-soviétique, les militaires qui, comme André Verrier, s'échappent « par la Russie », y sont internés. Après l'invasion allemande, Verrier et 185 autres prisonniers, dont Pierre Billotte, alors capitaine, rejoignent le Royaume-Uni par bateau,.
André Verrier s'engage dans les Forces françaises libres (FFL) et adopte le nom de code « Meunier ». Il poursuit le combat dans la brigade du général Kœnig, qui prend part à la bataille de Bir Hakeim en mai 1942. Fait prisonnier, il est interné à Bergame en Italie. En septembre 1943, Verrier s'échappe par la Suisse, où il est placé dans un camp d'internement jusqu'en août 1944. Il rejoint ensuite la France et les rangs de son régiment. Promu au grade de maréchal des logis, il est blessé en janvier 1945 par éclat d'obus. Hospitalisé jusqu'à la fin de la guerre, il est démobilisé en avril 1946,.
André Verrier retourne alors travailler dans l'entreprise qui l'employait avant-guerre et devient aide-comptable. À l'âge de quarante ans, il entreprend des études de droit puis devient fonctionnaire. Il intègre d'abord le ministère des Anciens combattants et termine sa carrière en 1979 au ministère des Affaires étrangères,.
Il meurt le 28 décembre 2013 à Lesparre-Médoc en Gironde. À sa disparition, il ne demeure plus que 19 membres de l'ordre de la Libération encore en vie.

## Décorations
- Commandeur de la Légion d'honneur[4]
- Compagnon de la Libération par décret du 17 novembre 1945[5]
- Médaille militaire
- Croix de guerre 1939–1945 (2 citations)
- Insigne des blessés militaires
- Médaille de la Résistance française par décret du 31 mars 1947[6]
- Médaille des évadés
- Croix du combattant volontaire de la guerre de 1939–1945
- Croix du combattant volontaire de la Résistance
- Croix du combattant
- Médaille coloniale avec agrafes Libye 1942, Bir-Hakeim
- Médaille commémorative des services volontaires dans la France libre
- Médaille commémorative française de la guerre 1939–1945
- Médaille de la déportation pour faits de Résistance